# Kallanka

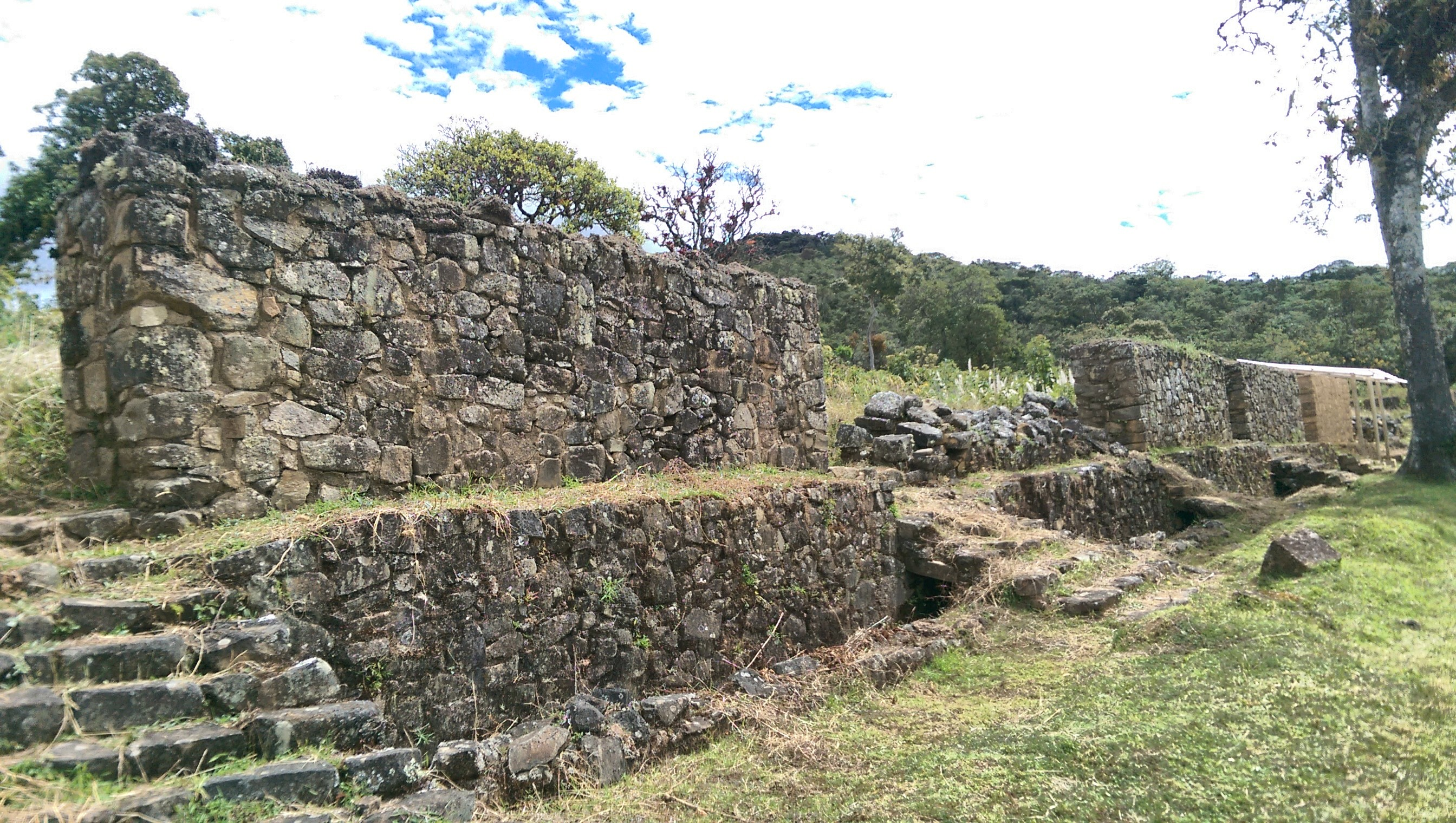
Kallanka en Aypate

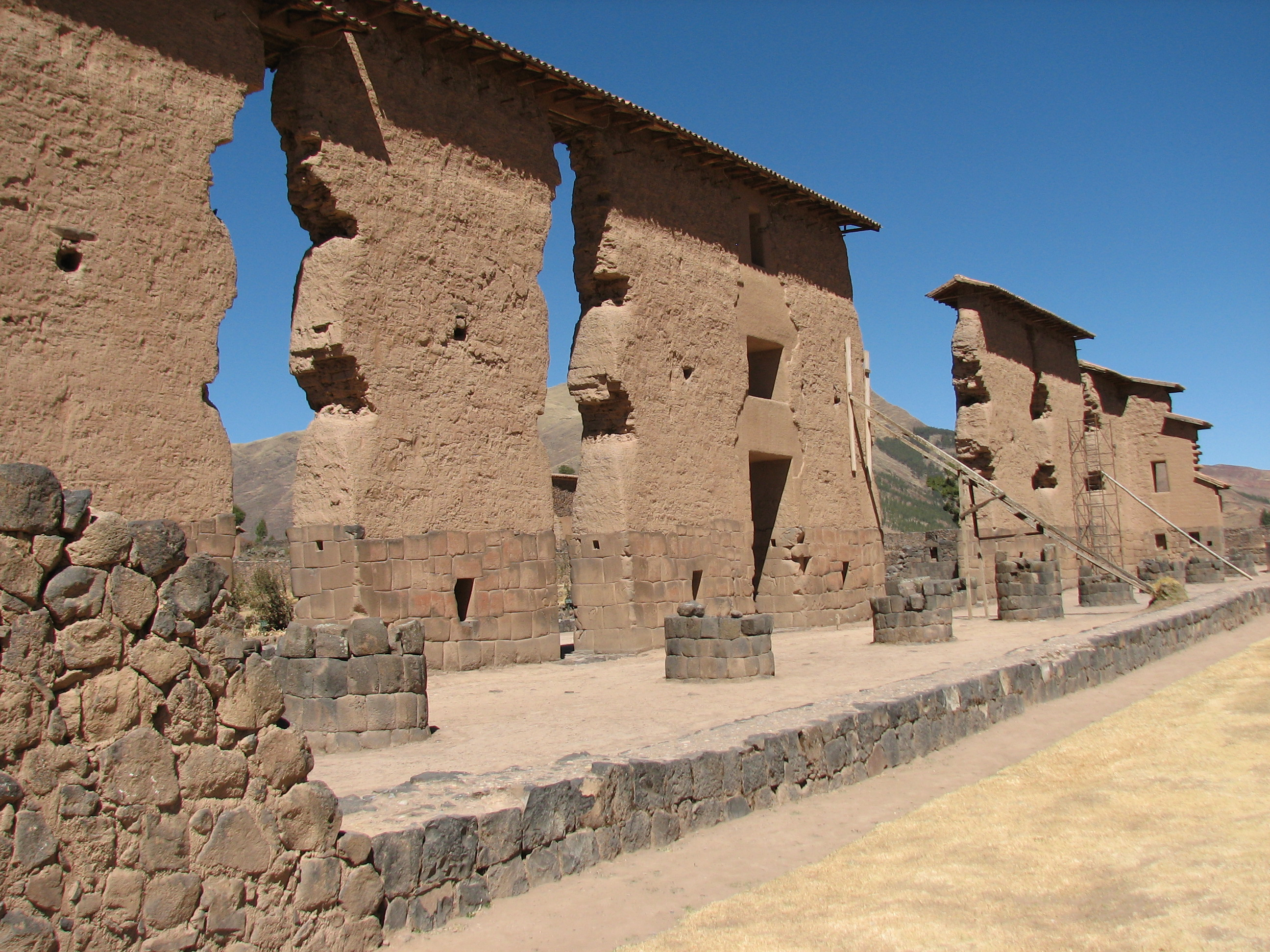
Templo de Viracocha en Raqchi, la kallanka más grande del Imperio incaico

Una kallanka era una construcción típica de la arquitectura inca. Consistía en un recinto rectangular, de hasta 70 metros de largo, mencionado como "granero" en las crónicas debido a su tamaño. Algunas de las principales características que generalmente presentan las kallankas son: varias puertas, nichos, ventanas, frontones y tejados a dos aguas, una planta rectangular alargada, un espacio interior generalmente sin divisiones (espacio continuo), la presencia de postes o columnas internas para sostener el techo (en el caso de grandes estructuras), varias puertas colocadas a intervalos en uno de los largos muros que conducen a una plaza. El tamaño de estas estructuras podría ser de 17 a 105 metros, aunque se ha establecido un  mínimo de 40 metros, siendo su mejor ejemplo la kallanka de Huch'uy Qusqu.

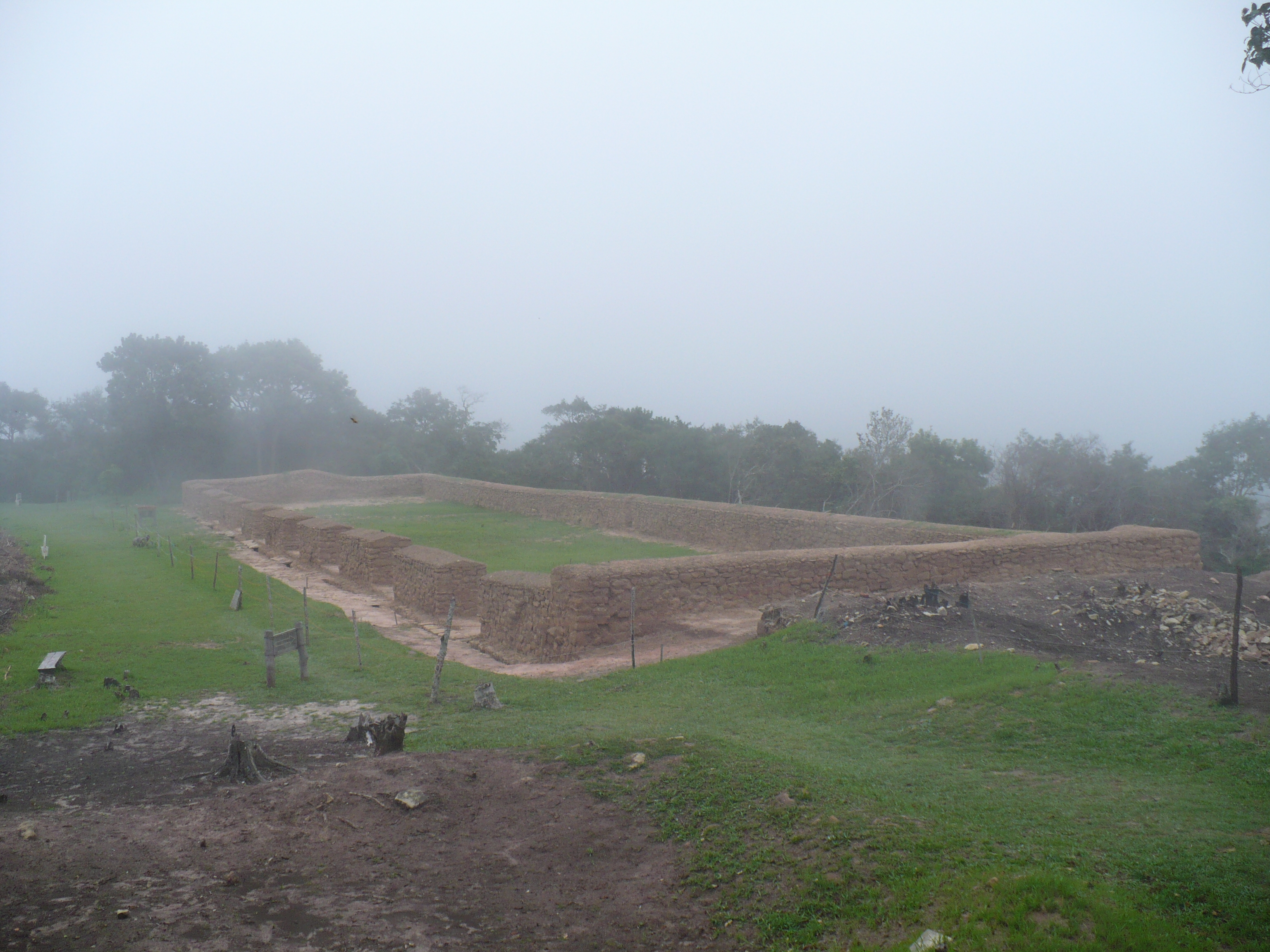
Kallanka en el Fuerte de Samaipata

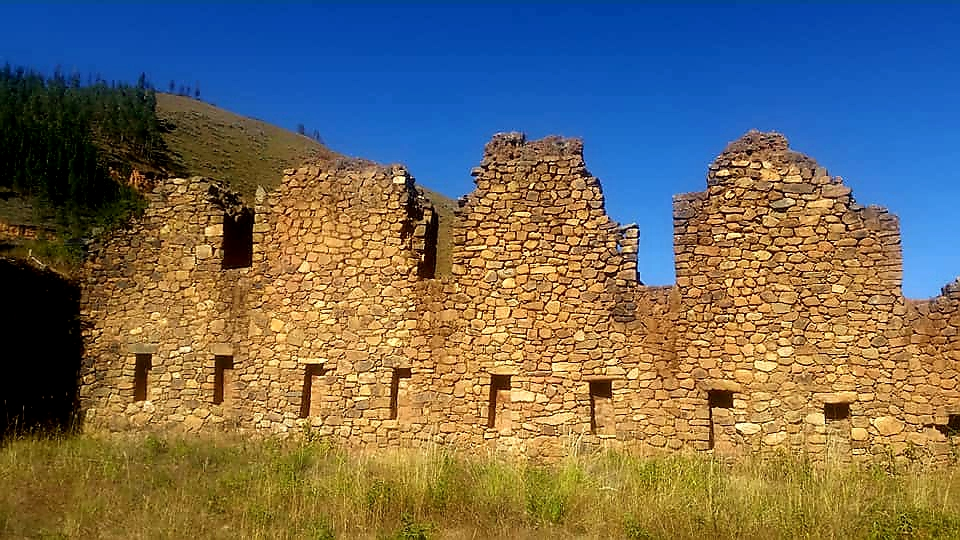
Kallanka en Incallajta

Debido a su importancia como centro administrativo político o militar, se le han atribuido varias funciones, ya sea como cuartel o barraca para los soldados del Imperio inca, lugar público de aglomeración o reuniones, palacios o hospedajes para personas importantes, o finalmente como un edificio polifuncional, adaptable a diferentes propósitos y situaciones.